# Jakob Lena Knebl
Jakob Lena Knebl (* 1970 in Baden als Martina Egger) ist eine österreichische Künstlerin. Sie lebt und arbeitet in Wien.

## Leben und Wirken
Jakob Lena Knebl machte zunächst eine Ausbildung zur Altenpflegerin und arbeitete nach eigenen Angaben zehn Jahre in diesem Beruf. Später studierte sie an der Akademie der bildenden Künste Wien bei Heimo Zobernig textuelle Bildhauerei und bei Raf Simons an der Modeklasse der Universität für angewandte Kunst Wien.
In den späten 1990er und 2000er Jahren performte sie innerhalb der Gruppe "Geschwister Odradek" und war im Kollektiv "Die Familie" (mit Markus Hausleitner, Gerald Grestenberger, Peter Kozek u. a.) hauptsächlich mit Videoarbeiten und Rauminstallationen aktiv. Der Kunstraum "Auto" im dritten Wiener Gemeindebezirk wurde dabei zum Headquarters und fortan ein wichtiger Offspace für die Wiener Kunstwelt. Knebl mitbegründete auch das Wiener Modelabel "House of the very Islands" mit Martin Sulzbacher, das seit 2008 von Karin Krapfenbauer und Markus Hausleitner zu zweit betrieben wird. Immer wieder entstanden diverse Kooperationen mit Roberta Lima, Thomas Hörl, Bruce LaMongo, Markus Hausleitner, Peter Kozek, Chris Haring u. v. m., wobei Ashley Hans Scheirl und Markus Hausleitner als einzige Konstante zu betrachten sind.
Vor einigen Jahren ersetzte Martina Egger ihren Taufnamen im Sinne ihres Spiels mit Identität und Geschlecht durch die Vornamen ihrer Großeltern und gab sich den Nachnamen Knebl. In ihren Arbeiten setzt sie die assoziative Fülle des eigenen Denkens mit einer Vielzahl von Ausdrucksmitteln (Performance, Installation, Film, Fotografie, Objekt) in Verbindung. Dabei ist ein modischer Gestus ähnlich Lookbooks zu beobachten, die in bühnenartigen Tableaus münden.
Jakob Lena Knebl arbeitete als Senior Artist an der Akademie der bildenden Künste Wien. Am 1. Oktober 2021 übernahm sie als Nachfolgerin von Brigitte Kowanz die Professur für Transmediale Kunst an der Universität für angewandte Kunst Wien. Bei der Biennale Venedig 2022 gestalteten Jakob Lena Knebl und Ashley Hans Scheirl den Österreich-Pavillon.

## Ausstellungen (Auswahl)
- 2012: Röcke tragen, Museum der Moderne Salzburg (Beteiligung)
- 2013: 2nd Biennale of Painting, HDLU, Zagreb (Beteiligung)
- 2014: Faceless – Seduction, surveillance, privacy, gemeinsam mit Thomas Hörl, quartier21 Wien und Mediamatic, Amsterdam (Beteiligung)
- 2015: Views on Mainz – 111 Artists in One Office, Kunsthalle Mainz (Beteiligung)
- 2017: Oh… Jakob Lena Knebl und die mumok Sammlung, Mumok Wien[2]
- 2018: KUNSTradln in Millstatt (Beteiligung)
- 2020: Ruth Anne, Galerie Georg Kargl Fine Arts, Wien[11]
- 2020: Lentos Kunstmuseum Linz (Einzelausstellung)[12]
- 2023: Doppelganger!, gemeinsam mit Ashley Hans Scheirl, Palais de Tokyo, Paris[13]
- 2024: Ich muss mich erst mal sammeln. Jakob Lena Knebl, Markus Pires Mata und die Sammlungen des Hessischen Landesmuseums Darmstadt, Hessisches Landesmuseum Darmstadt, Darmstadt[14]

## Auszeichnungen
- 2003: Selfware. Politics of Identity, Anerkennungspreis, Graz
- 2007: Österreichisches Staatsstipendium für künstlerische Fotografie
- 2009: Auszeichnung im Rahmen des Kulturplakatpreises für die OPEN UP Kommunikation, Tanzquartier Wien
- 2010: Performancepreis H13, Kunstraum Niederösterreich
- 2013: Stipendium im Rahmen des outstanding artist award – Bildende Kunst, Bundesministerium für Unterricht, Kunst und Kultur
- 2016: Niederösterreichischer Kulturpreis – Anerkennungspreis Bildende Kunst
- 2017: outstanding artist award – Bildende Kunst

Quelle: